# DUKW

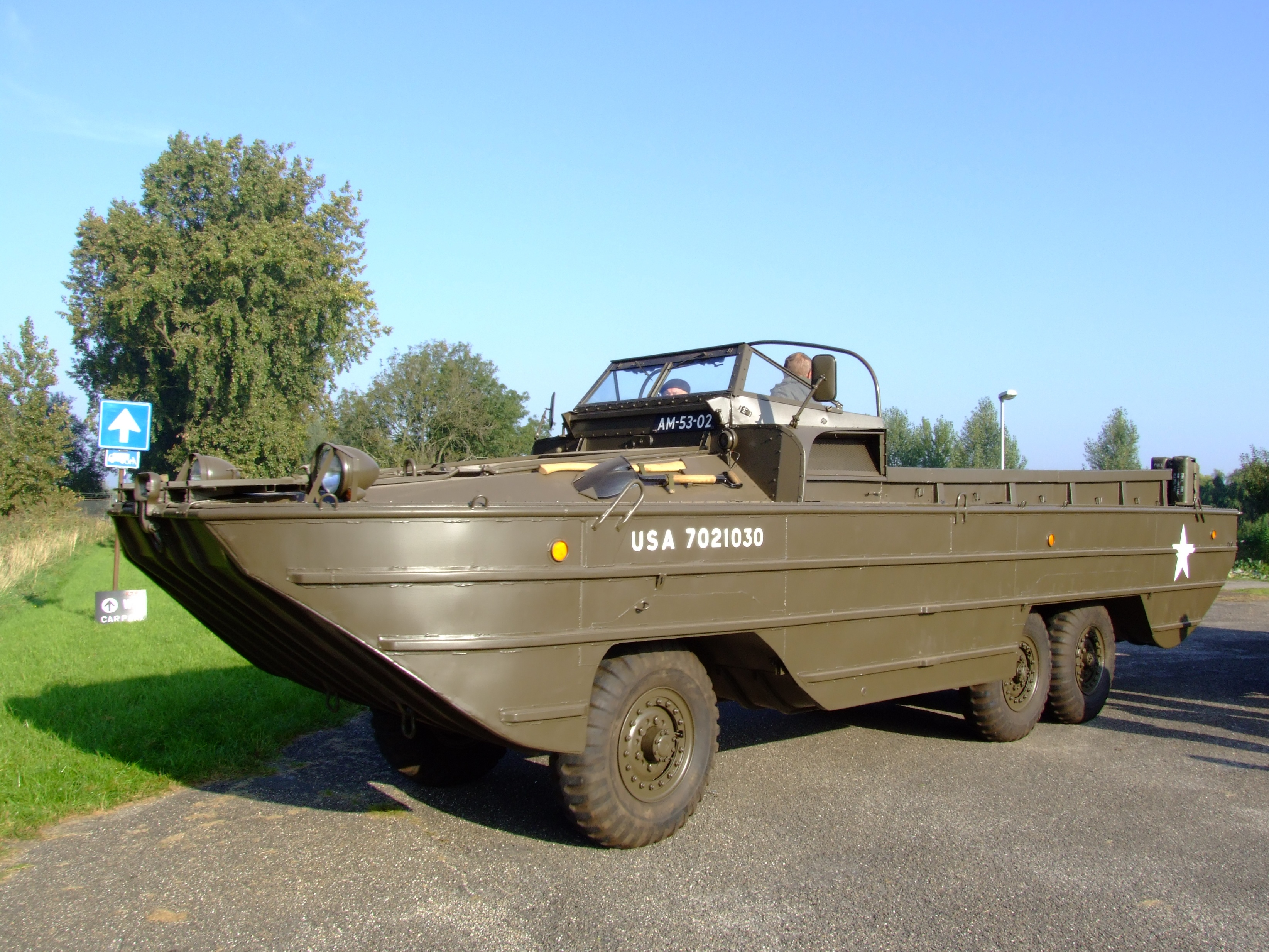
DUKW

Das DUKW (umgangssprachlich als „Duck“ bezeichnet) ist ein in den Vereinigten Staaten im Zweiten Weltkrieg entwickeltes und gebautes dreiachsiges Amphibienfahrzeug mit Allradantrieb.

## Technische Daten und Verwendung

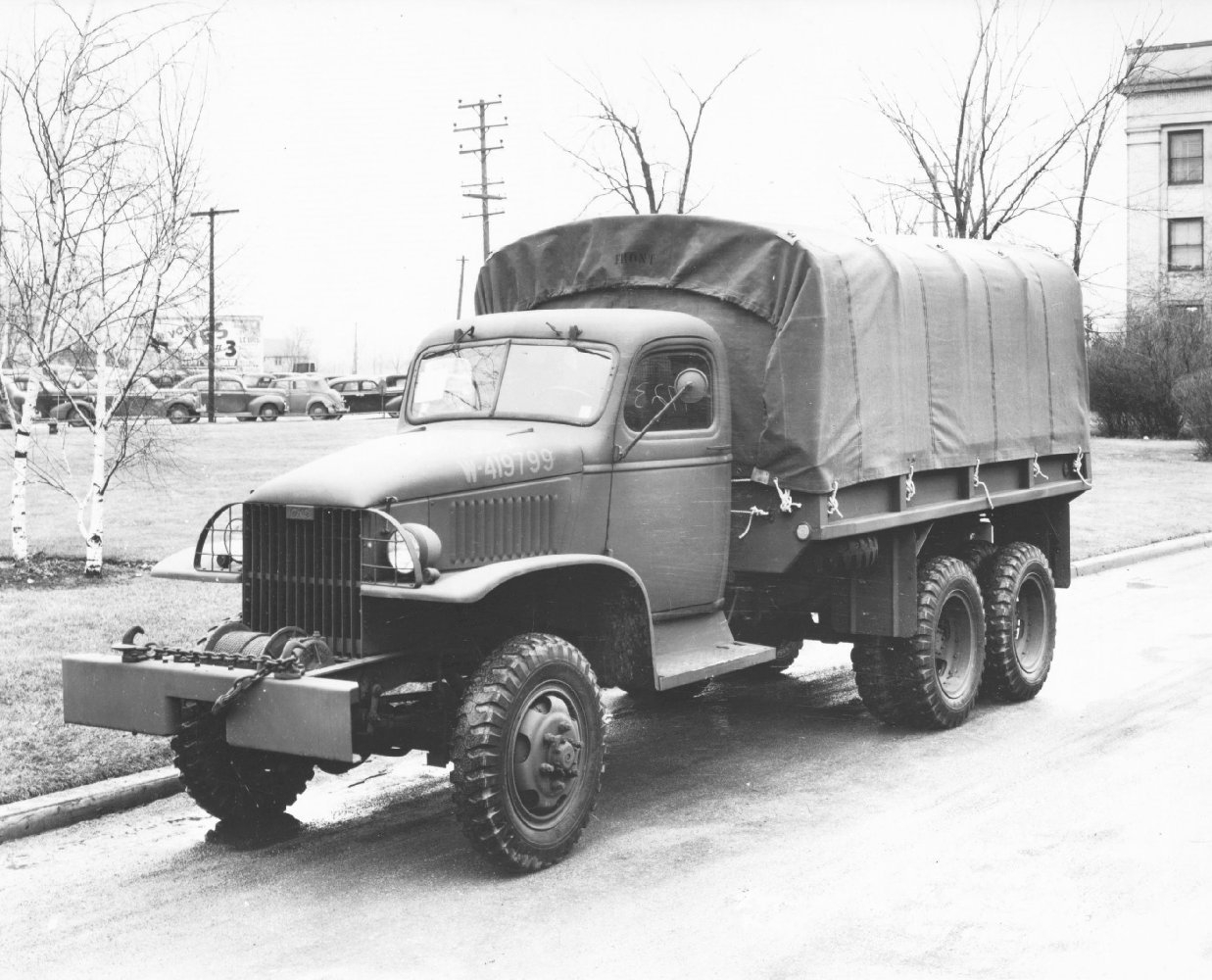
GMC-CCKW-Lastkraftwagen mit Allradantrieb. Auf diesem Typ basierte das DUKW.

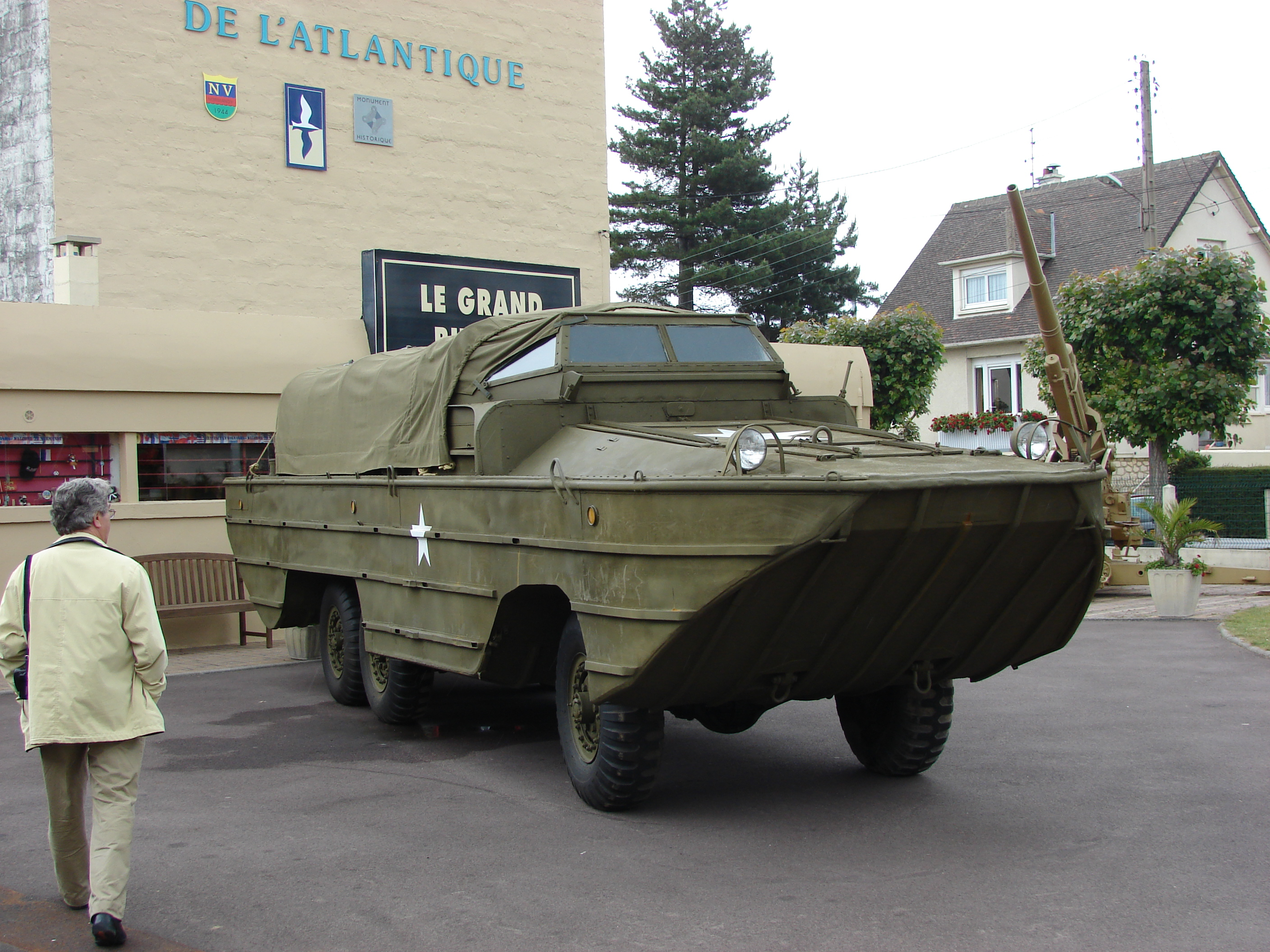
DUKW vor Museum Le Grand Bunker 2007

Das DUKW ist eine Abwandlung des 2½-Tonnen-CCKW-Lastkraftwagens, den die US Army im Zweiten Weltkrieg und im Koreakrieg einsetzte. Anwendungsgebiet des DUKW war der Transport von Gütern und Truppen über Land und Wasser. Er zeichnete sich insbesondere durch die Eignung zur Überquerung von Stränden bei amphibischen Landungsoperationen aus.
Der Name DUKW war eine Typenbezeichnung der Herstellerfirma General Motors und besagte: DUKW -- D = 1942; U = Utility (Amphib); K = All Wheel Drive; und W = Dual-tandem rear axles. Die DUKW hatten eine Nutzlast von 2,5 t. Sie erreichten eine Höchstgeschwindigkeit von 80 km/h auf der Straße und 10 km/h im Wasser.

## Geschichte
Das DUKW wurde von einer Kooperation der Unternehmen Sparkman & Stephens und General Motors Corporation (GMC) entwickelt. Entworfen wurde es von Rod Stephens Jr. von Sparkman & Stephens, Dennis Puleston, einem in den USA ansässigen britischen Hochseesegler, und Frank W. Speir vom Massachusetts Institute of Technology. Entwickelt vom Nationalen Verteidigungsforschungsausschuss und dem Büro für wissenschaftliche Forschung und Entwicklung, um das Problem der Nachlieferung an Einheiten zu lösen, die gerade eine Amphibienlandung durchgeführt hatten, wurde es von den Streitkräften zunächst abgelehnt. Als ein Patrouillenfahrzeug der US-Küstenwache auf einer Sandbank in der Nähe von Provincetown in Massachusetts auf Grund lief, war zufällig ein experimentelles DUKW für eine Vorführung in der Gegend. Windgeschwindigkeiten von bis zu 60 Knoten (110 km/h), Regen und starke Brandung verhinderten den Einsatz konventioneller Fahrzeuge zur Rettung der sieben gestrandeten Küstenwächter, aber das DUKW hatte keine Probleme. Der Vorfall trug dazu bei, das Militär von den Qualitäten des Fahrzeugs zu überzeugen. Das DUKW bewies später seine Seetüchtigkeit, indem es den Ärmelkanal überquerte.
Das endgültige Produktionsdesign wurde von einigen Ingenieuren bei Yellow Truck and Coach in Pontiac (Michigan) perfektioniert. Das Fahrzeug wurde bei dem Unternehmen (nach 1943 GMC Truck und Coach Division) in seinem Montagewerk in Pontiac West und vom Tochterunternehmen von General Motors Corp., dem Autobauer Chevrolet, im Lkw-Montagewerk in St. Louis gebaut. Bis zur Produktionseinstellung 1945 wurden insgesamt 21.147 DUKW-Exemplare hergestellt.

## Nutzung durch Bundeswehr und THW nach dem Zweiten Weltkrieg

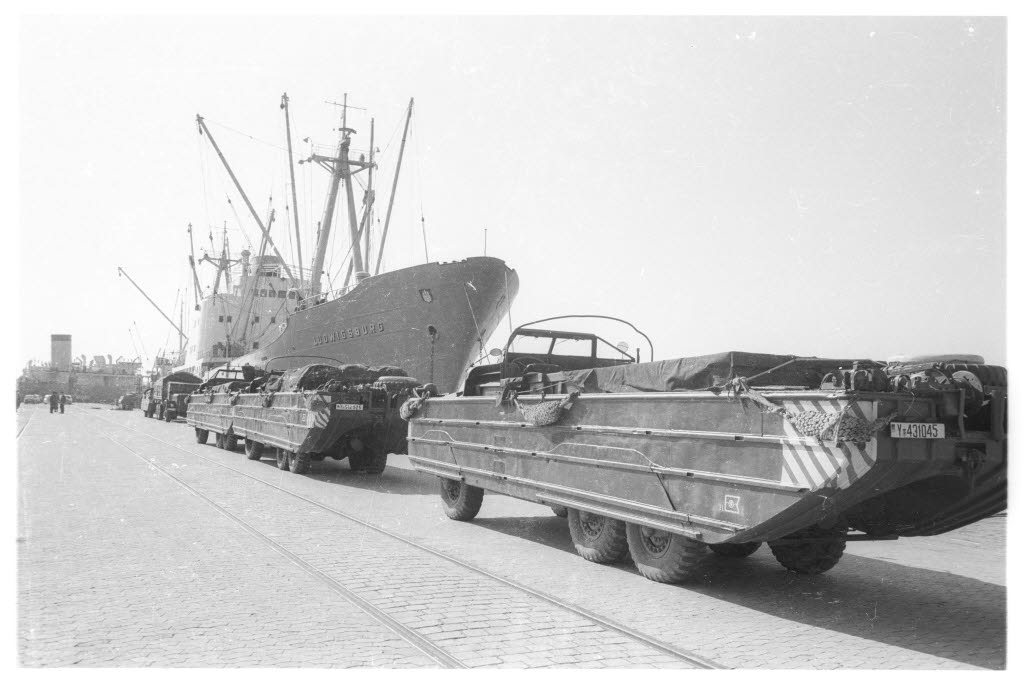
Verladung von Bundeswehr-DUKW im Rahmen einer amphibischen NATO-Nachschubübung 1965

Die Bundesmarine erhielt in den 1950er Jahren eine größere Anzahl DUKW aus Beständen der US-Streitkräfte. Die offizielle deutsche Bezeichnung war „LKW 2,5 t gl Schwimm (6 × 6)“. Als für den öffentlichen Straßenverkehr zugelassene Fahrzeuge trugen die DUKW ein sechsstelliges Y-Kfz-Kennzeichen. Ab Mitte der 1960er Jahre wurden die DUKW bei der Bundeswehr ausgesondert und zum größten Teil an das Technische Hilfswerk abgegeben. Eines dieser Fahrzeuge wurde restauriert und befindet sich heute in der historischen Sammlung des THW.